# برینگتون، کمبریج‌شر
برینگتون، کمبریج‌شر (به انگلیسی: Barrington, Cambridgeshire) یک روستا و محله مدنی در بریتانیا است که در ساوت کمبریج‌شر واقع شده‌است. برینگتون ۹۹۳ نفر جمعیت دارد.